# Zwischenwasser
Zwischenwasser è un comune austriaco di 3 220 abitanti nel distretto di Feldkirch, nel Vorarlberg.